# 晓庄 (摄影记者)
晓庄（1933年—）本名庄冬莺，是一名中国摄影记者、图片编辑。

## 生平
1950年，她在人民解放军22军《麓水报》社开始了自己的摄影事业。1952年，她转业到《新华日报》成为一名摄影记者 。自1980年以来，她担任江苏人民出版社摄影部组长，《光和影》杂志主编。她于1994年退休，成为中国摄影家协会在江苏的顾问。 她的作品主要记录1950年代和1970年代中国人民的日常生活。这些照片被视为中国研究领域的重要资源。
2008年，她作为少有的女性摄影师参与了在德克萨斯州休斯顿里程碑式的展览《来自中国的影像：1934-2008》，展览获休斯顿国际摄影节邀请特办。她也被收入群展展览，例如2011年百年印象摄影画廊的《历史回顾展：第一回》和2015年在上海摄影艺术中心《颗粒到像素——摄影在中国 》。后一展览由英国艺术评论家和艺术史学家凯伦·史密斯策划。2016年，它前往澳大利亚墨尔本的莫纳什大学艺术画廊进行巡回展览，更名为《中国：颗粒到像素》。 然而，与其他六幅作品一起，晓庄的《文革岁月39号，南京》被政府禁止出口。澳大利亚版本的展览只能在在展览的目录收录了这几幅被审查的照片。 执行一种"卫国"拍摄风格，不确定为什么该国政府决定屏蔽晓庄的这幅照片。
她被收录入书籍，例如《百名摄影记者聚焦中国》和由88中国摄影师《中国：一个国家的肖像》。她还出版了摄影书籍，例如《红相册——晓庄摄影手记》（英语和汉语）。《红相册》包含了她从1950年代到1970年代的照片。